# Saint-Laurent-de-la-Prée

Saint-Laurent-de-la-Prée este o comună în departamentul Charente-Maritime, Franța. În 1 ianuarie 2022 avea o populație de 2.285 de locuitori.